# Сетмос (футбольний клуб)
Футбольний клуб Сетмос або просто «Сетмос» (англ. Satmos Football Club) — ботсванський футбольний клуб з міста Селебі-Пхікве.

## Історія
Попередником клубу була команда Купер Чіфс, але в 1996 році після того, як була досягнута домовленість про те, що команда буде названа в честь колишнього лідера Зебр, покійного Семюеля Соно, який раніше був єдиним спонсором Купер Чіфс.
Назва команди походить від імені покійного Самуеля Тхотолего Молаті Соно (СЕТМОС). Клуб отримав професійний статус у 1997 році, його девізом став вислів: «Виховання молоді та професіоналізму».
Сетмос дебютував у Прем'єр-лізі в сезоні 2006/2007 років, а потім після тривалої паузи повернувся до вищого дивізіону та зіграв у ньому ще три сезони. Найкращим результатом клубу у вищому дивізіоні був сезон 2013/14 років, в якому клуб посів високе 6-те місце. Такий успіх не залишився не помітним з боку національної збірної, тому провідні гравці клубу Могогі Габонамонг та Кагісо Тшеламетс були викликані до складу національної збірної. Але після успіху в сезоні 2013/14 років справи у Сетмос пішли набагато гірше. У сезоні 2014/15 років команда посіла 13-те місце,, а в 2015/16 роках — останнє 16-те місце та вилетіла до Першого дивізіону Чемпіонату Ботсвани.
Нещодавно зімбабвійський нападник Патрік Каунда перейшов із Сетмосу до одного з найсильніших південноафриканських клубів «Платинум Старз».

## Досягнення
- Кубок виклику Футбольної асоціації Ботсвани
  -  Фіналіст (1): 1991